# File sorgente
Un file sorgente è un file di testo contenente una serie di istruzioni (dette codice sorgente) scritte in un linguaggio di programmazione (normalmente ad alto livello) pronto per essere trasformato da un compilatore in un programma eseguibile o per essere interpretato da un interprete.

## Convenzioni sul nome
I nomi dei file sorgente sono spesso caratterizzati da estensioni che sono tipiche (se non imposte) dei linguaggi di programmazione a cui si riferiscono.
| Linguaggio di programmazione | Estensioni                                              |
| ---------------------------- | ------------------------------------------------------- |
| Assembly                     | - .a - .asm - .s                                        |
| File batch di MS-DOS         | - .bat                                                  |
| C                            | - .c - .h                                               |
| C++                          | - .cpp - .cxx - .C - .c++ - .h - .h++ - .hh - .hpp - .H |
| C#                           | - .cs - .hs                                             |
| Emacs Lisp                   | - .el                                                   |
| Fortran                      | - .f - .F - .f90 - .for                                 |
| Java                         | - .java                                                 |

| Linguaggio di programmazione                            | Estensioni                         |
| ------------------------------------------------------- | ---------------------------------- |
| JavaScript                                              | - .js                              |
| Lisp                                                    | - .cl - .clisp - .l - .lisp - .lsp |
| Pascal                                                  | - .p - .pas                        |
| Perl                                                    | - .pl - .pm                        |
| PHP                                                     | - .php                             |
| SQL, PL/SQL, PL/pgSQL, Transact-SQL, etc.               | - .sql                             |
| PostScript                                              | - .ps - .eps                       |
| Python                                                  | - .py                              |
| Ruby                                                    | - .rb                              |
| Scheme                                                  | - .sch - .scm                      |
| Script della Bourne shell o derivate (Bash, Korn shell) | - .sh                              |
| Tcl                                                     | - .tcl                             |